# Niwaella brevifasciata
Niwaella brevifasciata és una espècie de peix de la família dels cobítids i de l'ordre dels cipriniformes.

## Morfologia
- Els mascles poden assolir 6 cm de llargària total.[4][5]

## Alimentació
Menja larves d'insectes, algues i d'altres matèries vegetals.

## Hàbitat
Viu en zones de clima temperat.

## Distribució geogràfica
Es troba a Corea.